# Акватлон на Всесвітніх пляжних іграх 2019
Змагання з акватлону на Всесвітніх пляжних іграх 2019 року пройшли в столиці Катару Досі 14 і 15 жовтня 2019 року.

## Формат
У Катарі розігрувалося три комплекти медалей: серед жінок, чоловіков і мікст. Індивідуальні змагання пройшли 14 жовтня і складалися з трьох етапів:
- біг — 2,5 км;
- плавання — 750 м;
- біг -2,5 км.
- В естафеті брали участь двоє представників однієї країни. Кожен виходив на старт двічі і в сумі змагання в складалися з чотирьох забігів. Дистанції у міксті:
- біг — 1,25 км;
- плавання — 500 м;
- біг — 1,25 км[1].

## Учасники
- Азербайджан (2)
- Бельгія (1)
- Велика Британія (2)
- Венесуела (3)
- Данія (2)
- Еквадор (1)
- Іспанія (2)
- Казахстан (1)
- Камбоджа (1)
- Катар (2)
- Китайський Тайбей (2)
- Колумбія (4)
- Люксембург (2)
- Мексика (3)
- Нідерланди (2)
- Перу (4)
- Польща (2)
- Португалія (1)
- Росія (2)
- Румунія (2)
- Сербія (1)
- Словаччина (1)
- Словенія (2)
- США (1)
- Угорщина (3)
- Україна (4)
- Філіппіни (1)
- Хорватія (1)
- Чехія (1)
- Швеція (1)
- Японія (1)

## Призери
| Турнір   | Золото                               | Срібло                                         | Бронза                           |
| -------- | ------------------------------------ | ---------------------------------------------- | -------------------------------- |
| Чоловіки | Кевін Віньєла                        | Марк Девай                                     | Ростислав Пєвцов                 |
| Жінки    | Франсиска Тоус                       | Ксенія Левковська                              | Антоанела Манак                  |
| Мікст    | Іспанія Франсиска Тоус Кевін Віньєла | Азербайджан Ксенія Левковська Ростислав Пєвцов | Угорщина Марта Кропко Марк Девай |

## Результати

### Чоловіки
| Місце | Тріатлоніст       | Тріатлоніст (латиницею)         | Країна            | Сумарний час     |
| ----- | ----------------- | ------------------------------- | ----------------- | ---------------- |
| 1     | Кевін Віньєла     | Kevin Tarek Viñuela Gonzalez    | Іспанія           | 00:26:22         |
| 2     | Марк Девай        | Márk Dévay                      | Угорщина          | 00:26:29         |
| 3     | Ростислав Пєвцов  | Rostislav Pevtsov               | Азербайджан       | 00:26:43         |
| 4     | Уго Руїс          | Hugo Mario Ruiz Dimate          | Колумбія          | 00:26:48         |
| 5     | Рамон Матуте      | Ramón Armando Matute            | Еквадор           | 00:26:54         |
| 6     | Котаро Ватанабе   | Kotaro Watanabe                 | Японія            | 00:26:56         |
| 7     | Денис Селіверстов | Denis Seliverstov               | Росія             | 00:26:59         |
| 8     | Сергій Курочкін   | Sergiy Kurochkin                | Україна           | 00:27:20         |
| 9     | Вальдемар Солок   | Valdemar Solok                  | Данія             | 00:27:22         |
| 10    | Віталій Воронцов  | Vitalii Vorontsov               | Україна           | 00:27:25         |
| 11    |                   | Eduardo Londoño Naranjo         | Колумбія          | 00:27:31         |
| 12    |                   | Domen Dornik                    | Словенія          | 00:27:36         |
| 13    |                   | Emmanuel Lejeune                | Бельгія           | 00:27:43         |
| 14    |                   | Jaime González Buganza          | Мексика           | 00:27:56         |
| 15    |                   | Kamil Damentka                  | Польща            | 00:28:07         |
| 16    |                   | Rafael Domingos                 | Португалія        | 00:28:30         |
| 17    |                   | Oliver Gorges                   | Люксембург        | 00:28:44         |
| 18    |                   | Marek Pavuk                     | Словаччина        | 00:28:58         |
| 19    |                   | Duncan Reid                     | США               | 00:29:03         |
| 20    |                   | Semen Pivovarov                 | Казахстан         | 00:29:48         |
| 21    |                   | Samuel Abraham Piña Barco       | Венесуела         | 00:30:05         |
| 22    |                   | Wei-Chih Lin                    | Китайський Тайбей | 00:30:34         |
| 23    |                   | Jesus Raphael Navarro Ninamango | Перу              | 00:31:10         |
| 24    |                   | Jose Gomez De La Torre Prato    | Перу              | 00:32:13         |
| 25    |                   | Abdulla Alkaabi                 | Катар             | 00:39:35         |
| 26    |                   | Fahad Ahmad Al-Mohammad         | Катар             | 00:40:32         |
| DNF   |                   | Luka Grgorinic                  | Хорватія          | Не фінішував     |
| DNF   |                   | Tomas Svoboda                   | Чехія             | Не фінішував     |
| DSQ   |                   | Nicklas Røssner                 | Данія             | Дискаліфікований |
| DSQ   |                   | Ivan Eduardo Castro Garcia      | Мексика           | Дискаліфікований |

### Жінки
| Місце | Тріатлоністка     | Тріатлоністка (латиницею)     | Країна            | Сумарний час    |
| ----- | ----------------- | ----------------------------- | ----------------- | --------------- |
| 1     | Франсиска Тоус    | Xisca Tous                    | Іспанія           | 00:29:38        |
| 2     | Ксенія Левковська | Kseniia Levkovska             | Азербайджан       | 00:30:03        |
| 3     | Антоанела Манак   | Antoanela Manac               | Румунія           | 00:30:17        |
| 4     | Марта Кропко      | Márta Kropkó                  | Угорщина          | 00:30:31        |
| 5     | Маргарита Крилова | Margaryta Krylova             | Україна           | 00:30:34        |
| 6     |                   | Chloe Pollard                 | Велика Британія   | 00:30:42        |
| 7     | Алісія Улатовська | Alicja Ulatowska              | Польща            | 00:31:04        |
| 8     | Жанетт Брагмаєр   | Zsanett Bragmayer             | Угорщина          | 00:31:11        |
| 9     | Єва Деніелс       | Eva Daniels                   | Люксембург        | 00:31:12        |
| 10    | Віда Медич        | Vida Medic                    | Сербія            | 00:31:12        |
| 11    |                   | Silke De Wolde                | Нідерланди        | 00:31:21        |
| 12    |                   | Maira Alejandra Vargas        | Колумбія          | 00:31:29        |
| 13    |                   | Maria Cristina Becerra Garzon | Колумбія          | 00:31:45        |
| 14    |                   | Ida Lucia Burrows             | Швеція            | 00:31:47        |
| 15    |                   | Karina Clemant                | Венесуела         | 00:32:10        |
| 16    |                   | Eva Cornelisse                | Нідерланди        | 00:32:12        |
| 17    |                   | Rebeca Pojar                  | Румунія           | 00:32:25        |
| 18    |                   | Naomi Espinoza Guablocho      | Перу              | 00:32:26        |
| 19    | Іцель Арройо      | Itzel Arroyo Aquino           | Мексика           | 00:32:53        |
| 20    | Софія Прийма      | Sofiya Pryyma                 | Україна           | 00:33:04        |
| 21    |                   | Marianny Antonelli            | Венесуела         | 00:33:16        |
| 22    | Ольга Дмитрієва   | Olga Dmitrieva                | Росія             | 00:33:51        |
| 23    |                   | Chi Wen Chang                 | Китайський Тайбей | 00:34:31        |
| 24    |                   | Ada Sofia Bravo Mejia         | Перу              | 00:35:03        |
| 25    |                   | Ma. Claire Adorna             | Філіппіни         | 00:35:27        |
| 26    |                   | Nina Mandl                    | Словенія          | 00:35:59        |
| DNF   | Ганна Кітчен      | Hannah Kitchen                | Велика Британія   | Не фінішувала   |
| DSQ   |                   | Somavattey Thorn              | Камбоджа          | Дискаліфікована |

### Змішана естафета
| Місце | Збірна            | Спортсмени                          | Сумарний час  |
| ----- | ----------------- | ----------------------------------- | ------------- |
| 1     | Іспанія           | Франсиска Тоус, Кевін Віньєла       | 01:03:41      |
| 2     | Азербайджан       | Ксенія Левковська, Ростислав Пєвцов | 01:03:53      |
| 3     | Угорщина          | Марта Кропко, Марк Девай            | 01:04:29      |
| 4     | Колумбія          | Майра Варгас, Уго Руїс              | 01:05:10      |
| 5     | Мексика           | Іцель Арройо, Іван Кастро           | 01:05:14      |
| 6     | Україна           | Маргарита Крилова, Сергій Курочкін  | 01:05:34      |
| 7     | Польща            | Алісія Улатовська, Каміл Даментка   | 01:06:06      |
| 8     | Росія             | Ольга Дмитрієва, Денис Селівестров  | 01:07:41      |
| 9     | Люксембург        | Єва Карін Деніелс, Олівер Горгес    | 01:08:08      |
| 10    | Венесуела         | Каріна Клемант, Самуель Пінья Барко | 01:09:38      |
| 11    | Словенія          | Ніна Мандль, Домен Дорнік           | 01:09:39      |
| 12    | Китайський Тайбей | Вен Чанг Чі, Вей Чін Лін            | 01:10:12      |
| 13    | Перу              | Наомі Еспіноса, Хесус Наварро       | 01:11:09      |
| NC    | Колумбія (2)      | Марія Бекерра, Едуардо Лондоньйо    | 01:05:55      |
| NC    | Україна (2)       | Софія Прийма, Віталій Воронцов      | 01:08:52      |
| DNF   | Перу (2)          | Ада Браво Мехія, Хосе Гомес         | Не фінішували |